# 南非—津巴布韋關係
自南非结束种族隔离制度以来，尽管近年来辛巴威的政治问题動搖該國的國際關係，南非与津巴布韦的外交关系在总体上仍然友好。两国也在对方的首都互设了大使馆，而津巴布韦也在南非第一大城市约翰内斯堡、立法首都开普敦设立了总领事馆。部分与津巴布韦建交，但未在当地开设常驻大使馆的国家，亦委任驻南非大使为兼任津巴布韦大使。

## 历史
南非、津巴布韦均曾为大英帝国的一部分，在独立后也曾由白人政权统治。
在1980年正式建立后，津巴布韦政府積極支持纳米比亚（西南非）自南非独立。此外，作为南部非洲前线国家主席國，津巴布韦大力反对南非的种族隔离政策，并频频呼吁对南非白人政府实施经济制裁。然而，津巴布韦领导人羅伯·穆加貝雖然支持南非民主变革，但並不支持将津巴布韦用作反南非游击队基地。
2007年津巴布韦政治危机中，時任南非总统塔博·姆贝基与民主變革運動－恩庫貝、辛巴威非洲民族聯盟－愛國陣線进行斡旋，以使後兩者组建联合政府，並对津巴布韦相關问题常常保持沉默，招致批评。在津巴布韦爆发霍乱後，南非执政黨非洲人国民大会变得不耐烦，并敦促各方共同组建联合政府。
1998年9月3日，時任南非总统纳尔逊·曼德拉支持津巴布韦出兵刚果民主共和国，以支持洛朗-德西雷·卡比拉政府打击叛军。
在極具爭議性的2002年津巴布韋總統選舉結束、穆加貝成功連任過後，南非選舉監察團是國際聲音中少數認可選舉合法性的監察團。然而，除观察团之外，姆贝基还派出南非法官絲絲·琴啤啤與和迪耕·摩舍呢伽前去观察蓋茨选举。二人的报告（通称《琴啤啤报告》）直至2014年方獲发布，而相關发布決定在當時被《郵衛報》成功起诉。该报告的結論与观察团的结论產生直接矛盾，记載津巴布韋非洲民族聯盟－愛國陣線广泛的政治恐吓和其他反民主行为，並總結該选举“不能被认为是自由與公平的”。
在2005年津巴布韦国会选举前夕，尽管有报道称津巴布韦對选民進行镇压與施加政治暴力，姆贝基说稱其“無理由认为津巴布韦的任何人妨碍选举自由公平進行”。除南部非洲发展共同体观察团外，尚有若干南非观察员参與选举观察，其中包括由時任劳工部长梅姆巴蒂·姆德辣拉納领导的官方政府代表团與国会代表团。与许多其他国际观察员相反，南非官方代表团並無对选举的自由性或公平性提出重大关切。由南非時任矿产能源部长普姆齊萊·姆嵐波-恩格庫卡领导的南部非洲发展共同体代表团更祝贺津巴布韦选举“和平、可信、管理良好和透明”與具備“高度的政治容忍度和成熟度” 。然而，南非國內两个反对党（民主联盟與独立民主党）退出国会代表团，並发表其反对声明。为回应南非政府代表团对选举结果的认可，摩根·茨万吉拉伊領導的政党爭取民主變革運動立即切断与姆贝基政府的关系。

## 延伸閲讀
- Mlombo, Abraham. . Palgrave Macmillan Cham. 2020. ISBN 978-3-030-54283-2. doi:10.1007/978-3-030-54283-2.